# Exstream
Exstream（エクストリーム）は、カスタマーコミュニケーションマネジメントソフトウェア製品。現在はOpenTextが提供するCustomer Experience Managementソリューションの一環として同社の Experience Suite でCCM機能を提供するものと位置付けられ、OpenText Exstream と称されている。

## 概要
顧客向けコミュニケーション生成と配信にフォーカスし、これを有効かつ効率的に実行するための機能を提供している。例えば、複雑なドキュメント構成、パーソナライゼーション、マーケティング、バッチ/オンデマンド/インタラクティブシナリオ、ハイパフォーマンス、インテグレーションなどである。
多数、大量、多様なコミュニケーションが必要な業界で効果を得られやすいことから、保険、金融、通信、公共などのB2C分野で導入されている。印刷会社といったサービスプロバイダーでも使用されているが、どちらかというと企業での使用に重きを置いているのが特徴である。
印刷・郵送以外の配信チャネルをターゲットとするマルチチャネルも早くから提唱 しており、近年は単一のアプリケーションからWeb向けHTML、Eメール向けHTMLなどのコンテンツを同時に生成し、また確実に配信する機能を加えている。
日本ではフォームベースの帳票ツールと混同されることもあるが、成り立ちと方向性が大きく異なるため、同列で評価することは難しい。

## 歴史
1998年にDavis MarksburyとDan Kloiberが設立 したen:Exstream SoftwareによりDialogueとして開発された。2008年にHPが同社を買収し、HP Exstreamと改称された。OpenTextが2016年8月に他のソフトウェア資産（Exstream以外のHP Output Management, HP TeleForm and HP LiquidOffice）とともにおよそUSD $315 million（Exstream以外にHP Output Management, HP TeleForm and HP LiquidOfficeを含む）で買収し、今日に至っている。
最新 のバージョンは2019年5月にリリースされた16.6である。過去の主なバージョンのリリース時期は次の通り。
- Version 1.0: 2000年3月
- Version 2.0: 2001年1月
- Version 3.0: 2002年3月
- Version 4.0: 2003年8月
- Version 5.0: 2005年5月
- Version 6.0: 2007年4月
- Version 7.0: 2009年10月
- Version 8.0: 2011年9月
- Version 9.0: 2014年8月
- Version 16.2: 2017年5月
- Version 16.3: 2017年11月
- Version 16.4: 2018年5月

## 機能

### デザイン
Exstreamアプリケーションは、入力、出力、変数、そしてデザインで構成される。入力に対してマッピングされた変数と静的なコンテンツをページレイアウト上に配置するのが基本的なデザインの流れとなる。デザインGUIであるDesignerでは、テキスト、テーブル、チャート、図形などを配置できるが、マウスによる操作の他、パラメトリックに座標を精密に指定できる。
デザイン上のコンテンツは、デザイン時に静的に配置するほか、DCI(Dynamic Content Import)により、テキスト、イメージなど多様な外部コンテンツを、実行時にインポートして組み込むことができる。また複数ページで構成されるPDFなどのコンテンツを、ドキュメントの一部としてそのまま組み込むことも可能である。CAS(Content Access Service)と呼ばれるレポジトリーからデザイン時または実行時に組み込むこともできる。
またコンテナーデザインにより、印刷向け以外のコンテンツレイアウトを同一デザインに対して構成することができる。
Exstreamのデザインおよびアプリケーションを構成する情報は、ODBCで接続するDBMS上に構成されるレポジトリー上に保管される。バージョン管理、チェックイン/アウト、デザイン承認ワークフローなども提供される。

### 生成と配信
バッチ、オンデマンド、インタラクティブのシナリオをサポートしている。入力としてCSV、XML、固定長など多様なフォーマットを、ファイル、ODBC/JDBC、JMSやWSMQなどのメッセージキュー、Web Services等のアクセス方式をサポートし、また出力としてPDF、PostScript、
AFP
、VIPP等の多様な印刷向けフォーマットとTIFF、HTMLなどの電子出力をサポートしている。出力では高解像度と低解像度のPDFといった複数種類の出力を同時に生成し、ページ数や宛先数、重量などで印刷等に合わせた分割ができる。また印刷時に必要とされるページ数などの情報をレポートファイルとして、またインサーターで使用するバーコードやバナーページ等も同時に生成することができる。
実行時には、入出力への論理的な内部定義に対して物理的なアクセス先を指定できるほか、Engine Switchと称する種々のパラメーター、またアプリケーション内の変数に対する値を与えることができる。
印刷、アーカイブ、Eメール等の多様な配信プロトコルをサポートするが、特にEメールでは SparkPost 等のサービスプロバイダーによる配信や、不達時に印刷に切り替えるAssured Deliveryと称する機能を備えている。

### インタラクティブ
デスクトップクライアントまたはActiveXによりInternet Exploreで動作するLive Editor、主なブラウザー上で動作するEmpower Editorがある。どちらも所定の許可された領域のみ編集可能とし、カレンダーによる日付指定、ドロップダウンやラジオボタン、ボタン等による対話的な操作と動作、コンテンツインポート、イメージアップロードなどの編集を行うことができる。完成後に承認ワークフローやEメール送信等へ連携するほか、編集した内容をテンプレートとして複数の宛先向けに生成することもできる。

### マーケティング
キャンペーンメッセージ等を指定された条件によってパーソナライズし、コミュニケーションに組み込むことができる。余白や重量を把握し、可能な場合にマーケティングメッセージで埋めることができる機能は、今日トランスプロモとして知られるが、最初に実装したともいわれている。

### ビジネスによるコンテンツ編集
ITに都度依頼することなく、ビジネス担当者が基本的なデザイン上の所定のコンテンツ(文言やグラフィックス)を変更することができる。Business Content Authorと、Remote Collaborationがある。

### インテグレーション
- 生成リクエスト: Web Services、メッセージキュー、ファイル等の方式で、同期または非同期で行うことができる。特にCommunications ServerやCommand Centerを使用するとJob単位でリクエストするため、詳細が隠蔽され、シンプルとなる。
- データとコンテンツ: Exstreamアプリケーションから直接、多様な形式のソースに多様なプロトコルでアクセスできる。複数のデータソースに並列、芋づる式にアクセスし、データに加えてそこで指定されたコンテンツも実行時に取得し、組み込むことができる。
- 配信: 多様なプロトコルをCommunications ServerまたはDelivery Managerで構成し、印刷会社やECM、BPM/ワークフロー等に連携できる。
- 管理: Communications ServerまたはCommand Centerが処理記録をDBに記録するほか、異常時等には多様なプロトコルで通知できる。

## 構成

### アーキテクチャー
Windowsプラットフォーム上の開発環境で作成したデザインを、パッケージと称する中間構造に構成し、これをWindows、Linux、Unix、メインフレームといった多様なプラットフォームで稼働するEngineが解釈してドキュメントを生成するのが基本的な流れとなっている。この過程で静的な描画を先行して行い、パフォーマンスを有利なものとしているのが特徴である。
Engineは大量のバッチ処理を源流とし、業界最高の性能とされる。C++で書かれ、内部的な並列処理は行わないシングルスレッド処理である。バッチ、オンデマンドとも、リクエスト毎に独立したプロセスがOSで生成され、処理を行う。ただしRealtime Engineと呼ばれる方式により、あらかじめEngineを起動してオーバーヘッドをなくし、さらにレスポンスとスループットを向上するオプションもある。

### 製品コンポーネント
多くのモジュールで構成されているが、ライセンスキーで有効化する方式のため、独立したコンポーネントは概ね次の通りである。
- Design & Production: デザインを行うDesignerと、Engine
- Command Center, Delivery Manager: Exstreamに特化したオーケストレーション、インテグレーションと配信
- Interactive: Live EditorまたはEmpower Editorによるインタラクティブな編集
- Content Author : ビジネスユーザー向けコンテンツ編集
- Output Productivity Tools (AFP Studio[注釈 6]): AFPファイルの変換・操作と、PDF等を含む出力結果のバッチ/対話型比較
- Communications Server: OpenText CCM共通のオーケストレーションとインテグレーション

## 今後の展開
ExstreamはOpenTextのCCMブランドとなり、従来のCCMポートフォリオ、Communications Center Enterprise（CCE, 旧StreamServe）およびCommunications Center(CC)CRMが統合されつつある。なお2017年3月に加わった Document Sciences xPressionは、マイグレーションツールが提供される方向が示されている。